# 상하이 지하철
상하이 지하철(중국어 간체자: 上海地铁, 정체자: 上海地鐵 상해지철[*])은 중화인민공화국 상하이의 대중 교통 수단 중의 하나인 지하철 체계이다. 1986년에 본격적인 건설을 시작하고, 1993년에 최초의 구간인 1호선이 개통되었으며, 베이징 지하철, 톈진 지하철에 이어 중국에서 3번째로 오래된 도시 철도 체계이다. 2021년 현재까지 총 20개의 노선이 개통되어 운행되고 있다.
노선 길이는 총 588 km으로 중국 최장이자, 세계 최장의 길이를 가진 지하철 노선이다. 그리고 2016년에 3,400만명이 이용하는 등 세계에서 베이징 지하철에 이어 2번째로 많은 이용객을 보유하고 있다. 2017년 4월 28일 일일 이용자 수는 1186만 6천명이었다.

## 개요
노선의 정식 명칭은 상하이 궤도교통선(上海軌道交通線)으로 변경되었다. 5호선과 6호선은 경쟁 원리 도입 때문에 별도의 회사인 상하이 현대궤도교통 고분 유한공사(上海現代軌道交通股分有限公司)가 설립되었다. 공항선은 자기부상열차로 상하이 자유교통발전 유한공사(上海磁浮交通発展有限公司)를 설립하여 운영하고 있다. 5호선과 6호선은 알스톰 사의 기술을 기본으로 하였고, 공항선의 자기부상열차는 지멘스가 제작에 참여하였다.
최초 구간은 6km이며, 운임은 3元이다. 10km마다 1元씩 추가된다.
모든 구간이 상하이시 내에서 운행하지만, 11호선의 경우 장쑤성 쿤산 시까지 운행되기도 한다.

## 노선

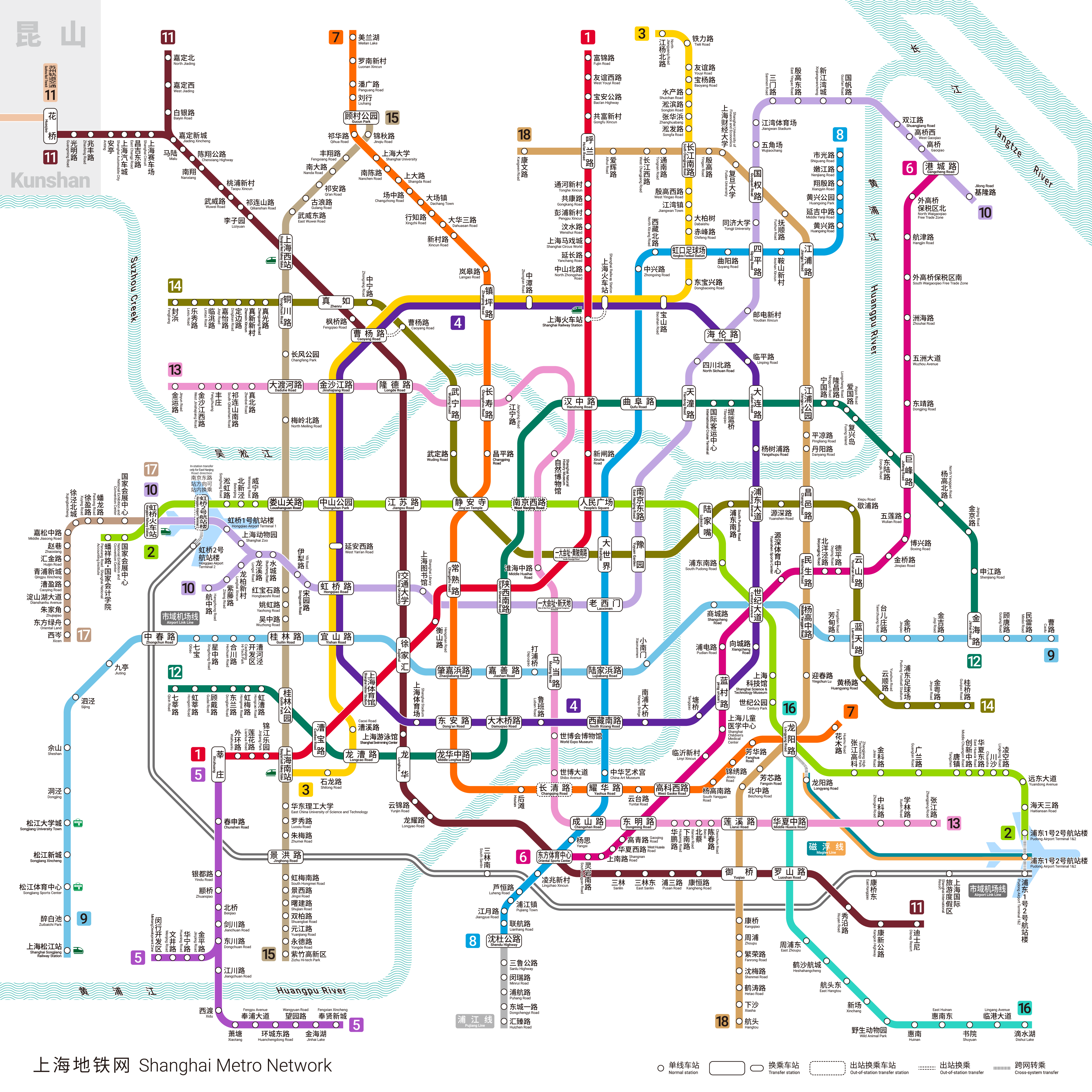
2024년 9월 28일 기준 상하이 지하철 노선도.

| 노선                 | 개통시기         | 출발지／종착지      | 출발지／종착지       | 역숫자 | 길이 （km） | 정차종점                  |
| -------------------- | ---------------- | ------------------- | -------------------- | ------ | ----------- | ------------------------- |
| 지하철 1호선         | 1993년 5월 28일  | 신좡                | 푸진루               | 28     | 38.18       | 메이룽 종점/푸진루 정차장 |
| 지하철 2호선         | 2000년 6월 11일  | 국립전시컨벤션센터  | 푸둥 공항 1,2터미널  | 30     | 60.56       | 롱양루 종점               |
| 지하철 3호선         | 2000년 12월 26일 | 장양베이루          | 상하이 남역          | 29     | 40.34       | 장양베이루 종점           |
| 지하철 4호선         | 2005년 12월 31일 | 이샨루              | 이샨루               | 26     | 33.70       | 순환선                    |
| 지하철 5호선         | 2003년 11월 25일 | 신좡                | 민항개발구           | 19     | 37.38       | 둥촨루 종점               |
| 지하철 6호선         | 2007년 12월 29일 | 강청루              | 링얀난루             | 28     | 33.09       | 강청루 종점/산린 정차장   |
| 지하철 7호선         | 2009년 12월 5일  | 메이란 후           | 화무루               | 33     | 44.37       | 화무루 종점               |
| 지하철 8호선         | 2007년 12월 29일 | 시광루              | 센두 공로            | 30     | 37.5        | 인항 종점                 |
| 지하철 9호선         | 2007년 12월 29일 | 상하이 쑹장역       | 차오루               | 35     | 64.4        | 중춘루 종점               |
| 지하철 10호선        | 2010년 4월 10일  | 지룽루              | 훙차오 철도역/항중루 | 37     | 46.02       | 지룽루 종점               |
| 지하철 11호선        | 2009년 12월 31일 | 디즈니              | 자딩베이/화차오      | 40     | 82.09       | 쟈딩베이 종점             |
| 지하철 12호선        | 2013년 12월 29일 | 치샨루              | 진하이루             | 32     | 40.42       | 진하이주 종점             |
| 지하철 13호선        | 2012년 12월 30일 | 진원루              | 장장 로              | 31     | 38.83       | 스보다따오 종점           |
| 지하철 14호선        | 2021년 12월 30일 | 펑방                | 구이차오 로          | 30     | 38.51       | 구이차오 로 종점          |
| 지하철 15호선        | 2021년 1월 23일  | 구쿤 공원           | 지주 하이테크 공원   | 30     | 42.3        | 지주 하이테크 공원 종점   |
| 지하철 16호선        | 2013년 12월 29일 | 롱양루              | 디수이후             | 13     | 58.96       | 디수이후 종점             |
| 지하철 17호선        | 2017년 12월 30일 | 훙차오              | 둥팡뤼저우           | 14     | 41.63       | 둥팡뤼저우 종점           |
| 지하철 18호선        | 2020년 12월 26일 | 창장 남로           | 항터우               | 26     | 36.93       | 항터우 종점               |
| 경전철 푸장선        | 2018년 3월 31일  | 선두궁루            | 후이전루             | 6      | 6.69        | 후이전루 종점             |
| 교외철도 공항 링크선 | 2024년 12월 27일 | 훙차오 공항 2터미널 | 푸둥 공항 1,2터미널  | 7      | 68.60       | /                         |
| 자기부상 시범운행선  | 2002년 12월 31일 | 롱양루              | 푸동국제공항         | 2      | 30.5        | /                         |

## 운임

### 일반운임
- 자기부상 공항선을 제외한 대부분의 노선은 6km 이내의 경우 3元이며, 10km마다 1元씩 추가가 된다.
- 5호선의 경우 여행 요금은 6km 이내 2元이며, 다른 여행 노선의 경우 3元이다.

| km      | 운임（元） |
| ------- | ---------- |
| 0 - 6   | 3          |
| 6 - 16  | 4          |
| 16 - 26 | 5          |
| 26 - 36 | 6          |
| 36 - 46 | 7          |
| 46 - 56 | 8          |
| 56 - 66 | 9          |

### 공항선
좌석 구분은 보통석과 귀빈석으로 나뉘며, 2009년 3월 현재의 운임은, 편도 보통석 50元, 귀빈석 100元이다. 당일 왕복권을 구입하면 20% 할인되고, 당일 항공권을 제시하면 편도 보통석이 40元으로 할인이 된다. 또한 상하이 공공 교통카드 이용할 경우도 편도 보통석이 40元(20% 할인)으로 할인된다.

### 상하이 공공 교통카드
- 상하이 공공 교통카드(SPTC)를 이용하면, 10% 할인 혜택이 있다.
- 상하이 공공 교통카드를 이용하면, 90분 이내의 거리인 경우 에어컨 버스 환승 할인으로 1元을 할인 받을 수 있다. 버스 →지하철과 버스 → 버스 환승일 경우에도 할인 요금이 누적된다.
- 70세 이상 노인의 경우에는 지하철을 무료로 이용할 수 있다. (러시아워는 제외)

## 같이 보기
- 베이징 지하철
- 톈진 지하철
- 광저우 지하철
- 선전 지하철
- 홍콩 지하철
- 상하이 자기부상 시범운행선
- 세계 각국의 도시 철도